# Roraima (góra)
Roraima – góra typu stoliwo o wysokości 2810 m n.p.m. w paśmie gór Pacaraima Wyżyny Gujańskiej; najwyższym jej punktem jest skała Maverick Stone lub Maverick Rock, położona w południowo-wschodniej części szczytu. Góra położona jest na granicy Wenezueli, Gujany i Brazylii, jednak 85% jej powierzchni należy do terytorium Wenezueli. 
Najwyższa góra tego typu na Wyżynie Gujańskiej, zbudowana ze skał osadowych, których wiek szacowany jest na dwa miliardy lat. Powierzchnia jej szczytu to ponad 30 km². Długo Roraima była uważana za najwyższy szczyt Wyżyny Gujańskiej, obecnie klasyfikowana jest jako trzeci szczyt po brazylijskich Pico da Neblina i Cerro Marahuaca. Góra położona jest na terenie Parku Narodowego Canaima.
Roraima była inspiracją dla Arthura Conana Doyle’a do napisania powieści Zaginiony świat, napisał ją po usłyszeniu relacji Everrada im Thurma, który jako pierwszy wspiął się na szczyt w 1884 roku podczas wyprawy sponsorowanej przez Królewskie Towarzystwo Geograficzne. W rzeczywistości szczyt góry jest ostoją licznych gatunków endemicznych − stanowią one 65% flory. Na Roraimie występuje także endemiczna fauna, m.in. Oreophrynella quelchii, drobny płaz z rodziny ropuchowatych o długości tułowia do 22 mm.
Wejście na szczyt dostępne jest z przewodnikiem, trwa pięć dni i możliwe jest bez sprzętu wspinaczkowego. Trasy turystyczne zaczynają się w Wenezueli, od strony Gujany i Brazylii podejścia są trudniejsze.
Źródła mają tutaj rzeki: Branco i Caroní.

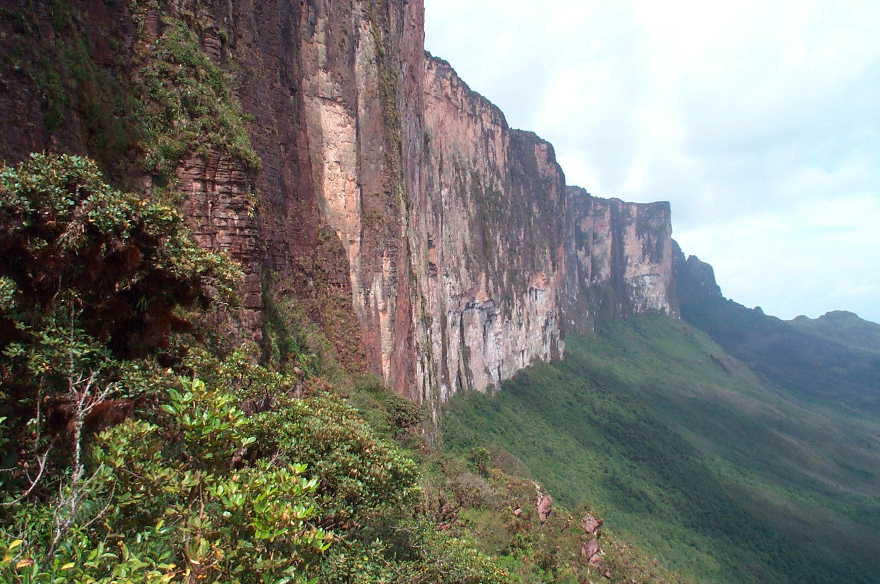
Strome zbocze
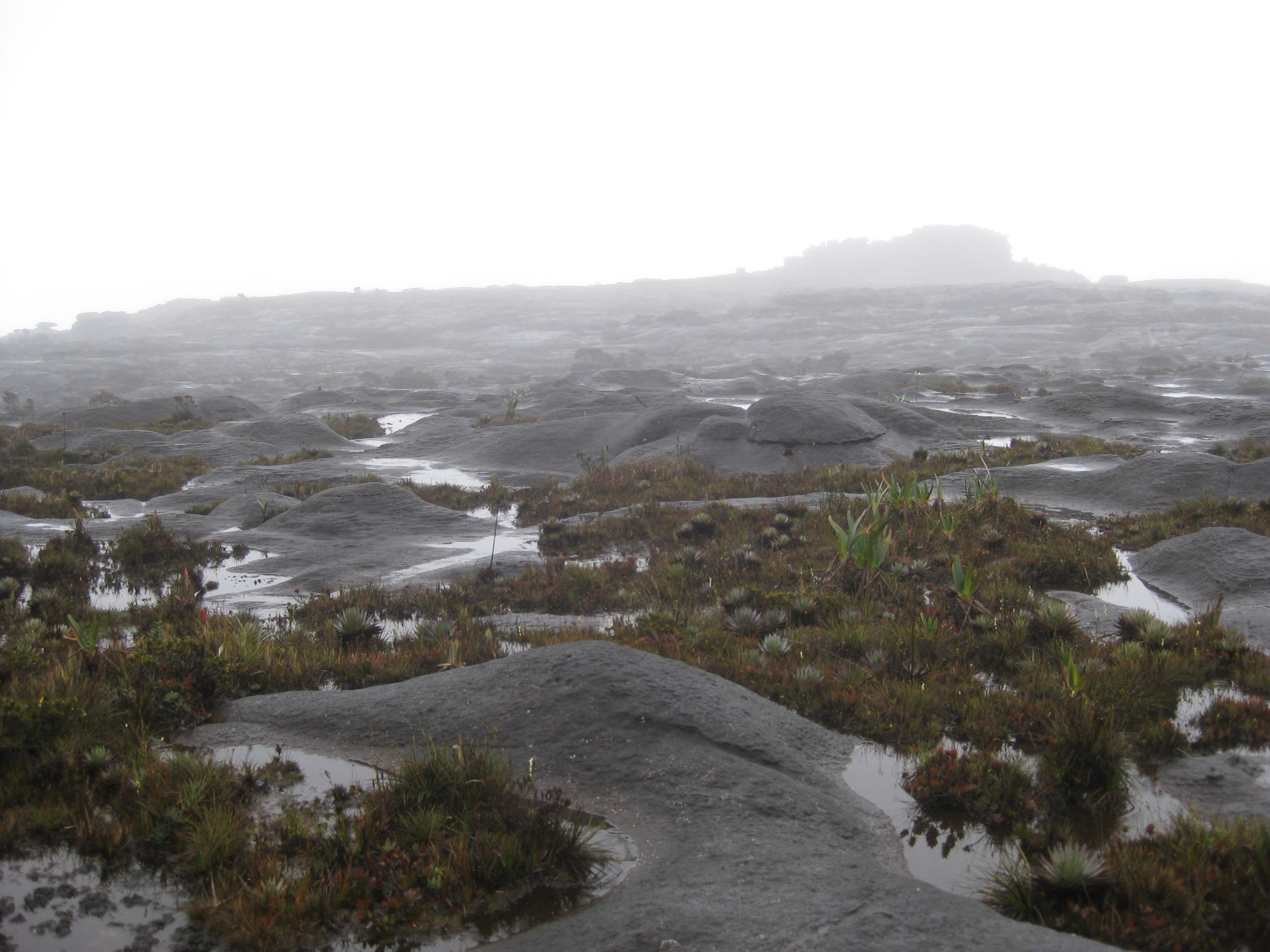
Powierzchnia szczytu
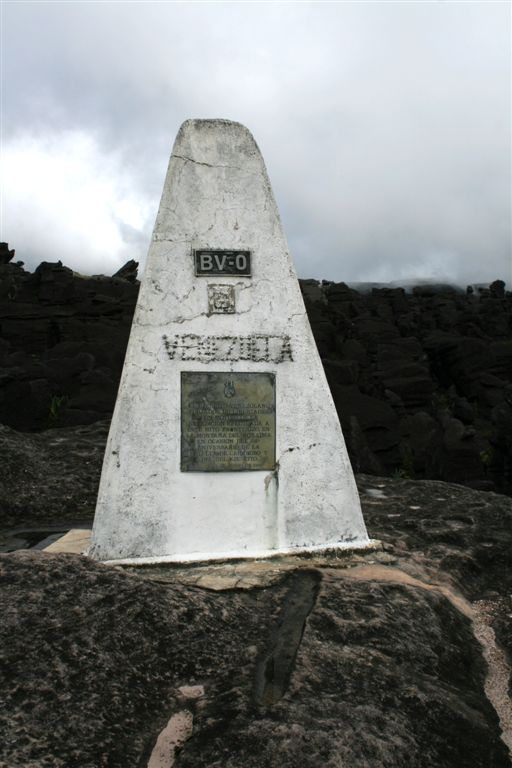
Trójstyk granic państwowych
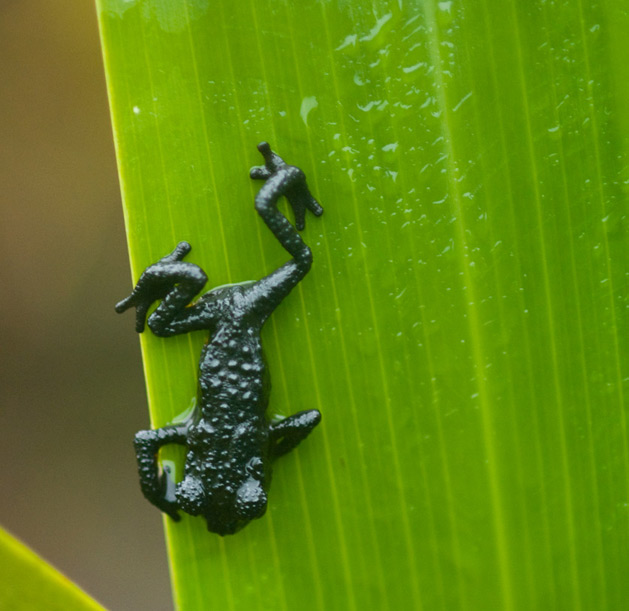
Oreophrynella quelchii
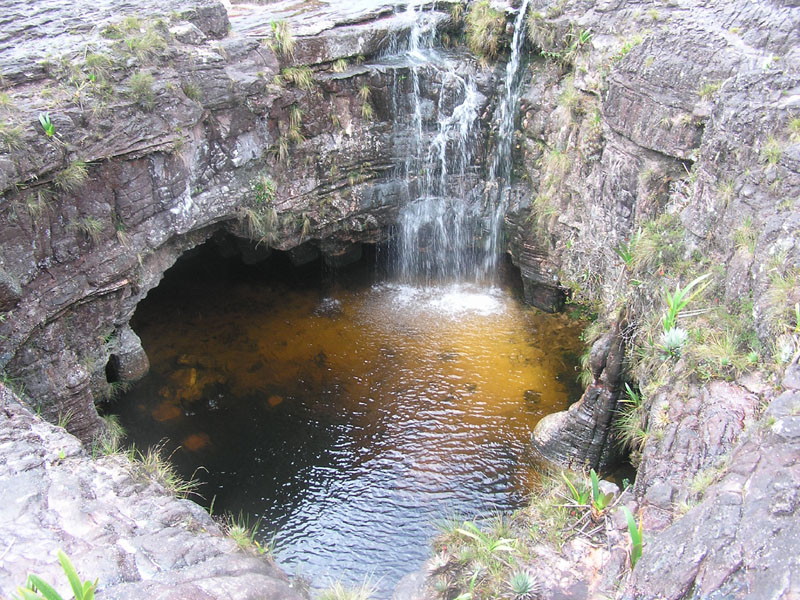
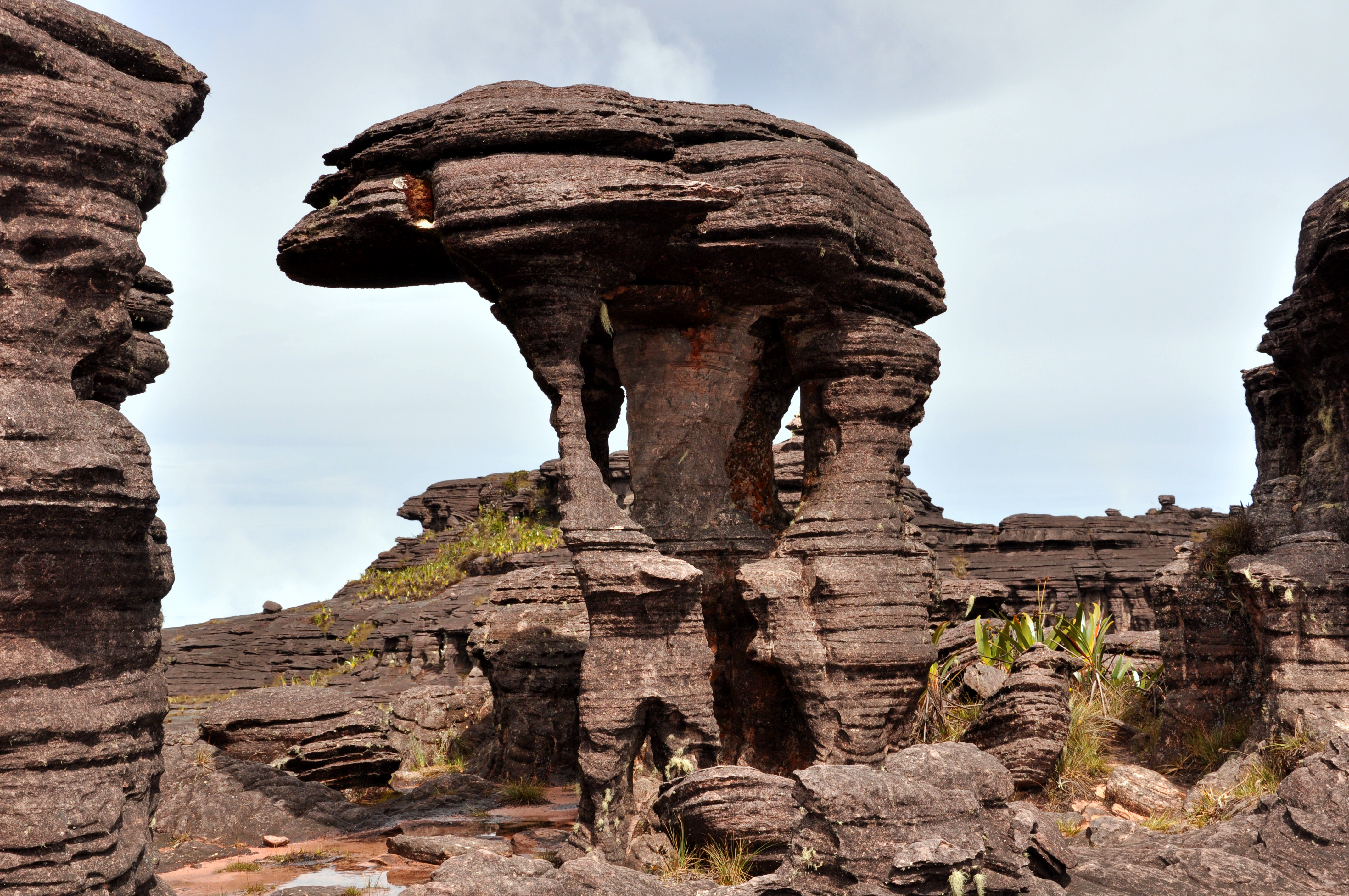